# Peter Immanuel Hartmann
Peter Immanuel Hartmann, auch Pierre Emmanuel Hartmann (* 3. Juli 1727 in Halle (Saale); † 1. Dezember 1791 in Frankfurt (Oder)) war ein deutscher Arzt, Professor für Medizin und Mitglied der Gelehrtenakademie „Leopoldina.“

## Leben
Peter Immanuel Hartmanns Eltern, der Buchdrucker Eduard Hartmann (geb. 20. April 1683 in Weimar; gest. 6. Dezember 1742 in Halle (Saale)) und Maria Elisabeth Hartmann geb. Tögel (geb. 4. November 1679 in Beesenlaublingen; gest. 21. September 1745 in Halle (Saale)) hatten am 10. November 1710 in Halle (Saale) geheiratet.
Hartmann studierte Medizin in Halle. Er wurde am 10. September 1755 in die Gelehrtenakademie „Leopoldina“ unter dem Beinamen MENON aufgenommen (Matrikel-Nr. 597). Am 16. Februar 1757 heiratete er Christiana Dorothea Dietz (geb. 4. August 1734 in Halle (Saale); gest. 23. Mai 1765 in Frankfurt (Oder)), Tochter des Feldschers Johann Dietz (1665–1738). Das Paar hatte einen Sohn, den am 15. Februar 1760 in Halle (Saale) geborenen Friedrich Carl Hartmann.
Hartmann war von 1759 bis 1763 Professor für Medizin an der Academia Julia in Helmstedt. Von 1763 bis zu seinem Tod 1791 war Hartmann Professor für Medizin an der Universität Frankfurt (Oder). 
Ein Jahr nach dem Tod seiner ersten Frau heiratete Hartmann am 17. April 1766 Johanna Elisabeth von Böhmer (geb. 18. Oktober 1742 in Halle (Saale); gest. 9. September 1782 in Frankfurt (Oder), Tochter des Hofpfalzgraf, Rechtswissenschaftler und Hochschullehrer Johann Samuel Friedrich von Böhmer). Das Paar hatte einen Sohn, den Mediziner Peter Immanuel Hartmann (geb. 12. Dezember 1776 in Frankfurt (Oder); gest. 7. Dezember 1842 in Frankfurt (Oder)). 

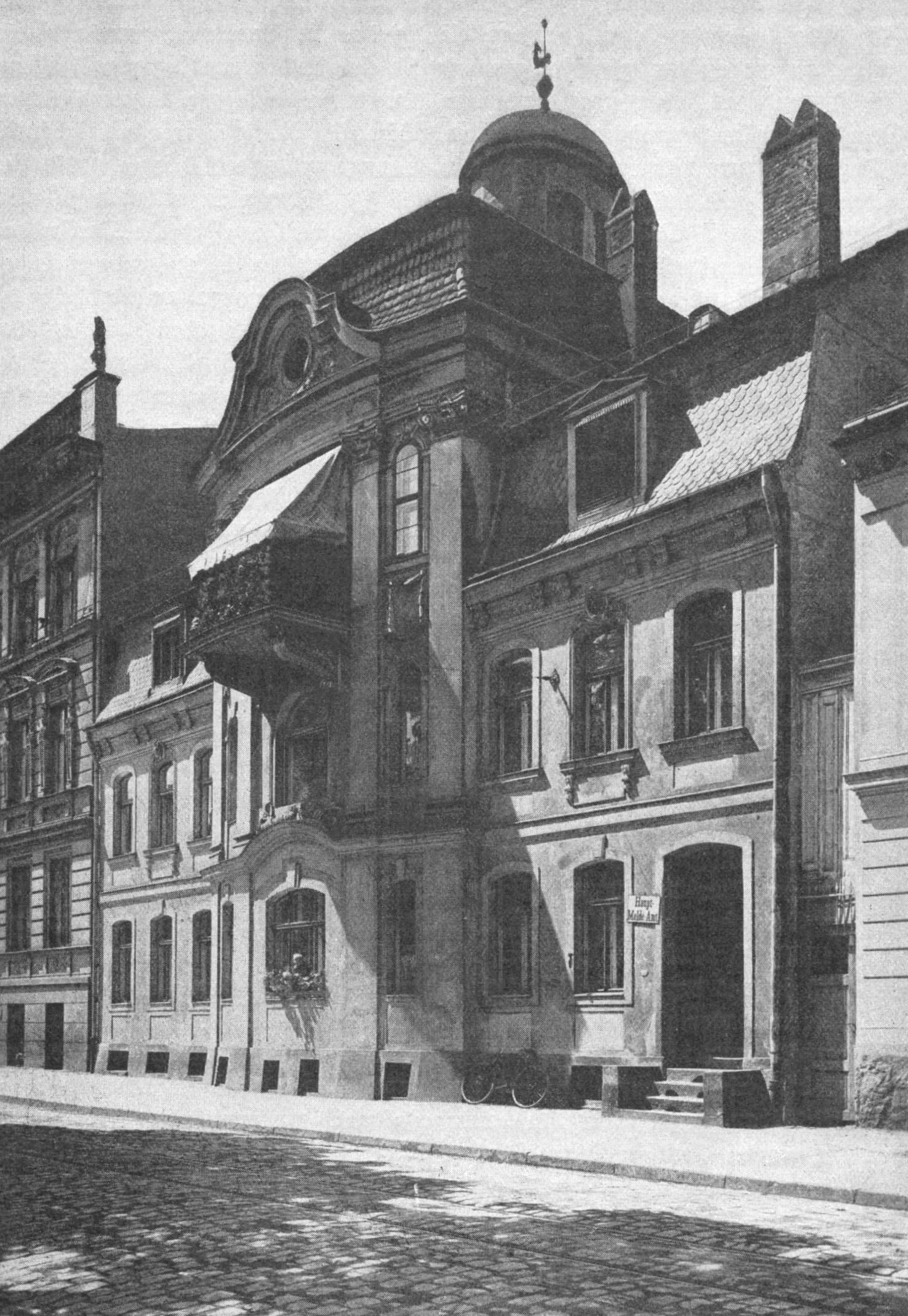
„Türmchenhaus“, Wohnhaus in Frankfurt (Oder), Lindenstraße 28, errichtet 1785 für Peter Immanuel Hartmann

1785 ließ Hartmann sich in der Lindenstraße 28 in Frankfurt (Oder) das sogenannte „Türmchenhaus“ errichten. Er nutzte einen kleinen Belvedere-Turm auf dem Dach für astronomische Beobachtungen.

## Werke
- Duplex peripneumoniae genus. Faber, Halle 1756. (Digitalisat)
- Aethiopis antimonialis et auripigmentalis conficiendi adhibendique rationes. Vester, Halle 1759. (Digitalisat)
- Medicam tormentorum aestimationem. Drimborn, Helmstedt 1762. (Digitalisat)
- Plantarum prope Francofortum ad Viadrum sponte nascnetium fasciculus Winter, Frankfurt an der Oder 1767. (Digitalisat)
- Insignem cicutae Stoerkianae efficacitatem medicam singulari quadam observatione comprobat. Winter, Frankfurt an der Oder 1772. (Digitalisat)
- Historiam gentianae naturalem et medicam. Winter, Frankfurt an der Oder 1777. (Digitalisat)
- Antinephriticam uvae ursinae virtutem merito suspectam. Winter, Frankfurt an der Oder 1778. (Digitalisat)
- Acidvlas Alcalino-Martiales Principatvs Saganensis. Winter, Frankfurt an der Oder 1784. (Digitalisat)